# Corneuil
Corneuil foi uma antiga comuna francesa na região administrativa da Normandia, no departamento de Eure. Estendia-se por uma área de 11,32 km². Em 2010 a comuna tinha 481 habitantes (densidade: 42,5 hab./km²).
Em 1 de janeiro de 2019, passou a formar parte da nova comuna de Chambois.